# Ponza (by)
Ponza er en italiensk by (og kommune) i regionen Lazio i Italien, med omkring 3.289(2023) indbyggere.